# T La Rock
Terrence « Terry » Ronnie Keaton, connu sous le nom de scène T La Rock, (né le 16 septembre 1961 à New York) est un MC américain de hip-hop old school surtout réputé pour sa collaboration avec le cofondateur de Def Jam Recordings, Rick Rubin, et son single de 1984, It's Yours, avec le DJ Jazzy Jay.

## Biographie

### Premières années
Terry Keaton naît à Manhattan mais grandit dans le quartier du Bronx à New York. Ancien danseur de breakdance, il est le frère aîné de Special K, MC au sein du groupe Treacherous Three. Keaton, qui mesure 6 pieds et 4 pouces, fais ses débuts dans les années 1970 en tant que DJ, breakdancer et MC.

### It's Yourset carrière hip-hop
En 1984, Rick Rubin édite le single 12" It's Yours de T La Rock et Jazzy Jay (Cat. PT-104/DJ000), qui est la toute première sortie sur le label Def Jam Recordings. Officiellement, le premier single est I Need a Beat de LL Cool J. It's Yours est un enregistrement que Rick Rubin publie quelques mois avant de s'associer à Russell Simmons. Ce single est le premier disque à arborer un logo Def Jam, mais il est publié par le label indépendant Partytime du producteur Arthur Baker, qui est la division hip-hop de son label de dance music Streetwise Records. L'enregistrement ne fera jamais partie de la collection de master recordings de Def Jam. Pour son 30e anniversaire, cependant, le morceau est attribué à Def Jam/Universal, qui le presse sur du vinyle de 180 grammes.
Dans une interview accordée au New York Times en 1996, Simmons, le cofondateur de Def Jam, commente l'impact que T La Rock et It's Yours produisent sur la scène hip-hop des débuts :

« [It's Yours] était grand ; grand  dans l'underground. T. a lancé la tendance et une nouvelle direction dans le hip-hop. Il a utilisé des mots de 40 lettres. Il a créé une poésie spéciale. LL Cool J était la deuxième sortie du label. Il a emprunté les idées et l'attitude de T. LL serait d'accord. »

L'influence de It's Yours de Keaton est significative. La chanson est samplée par d'innombrables artistes, dont le groupe hip-hop Public Enemy dans Louder than a Bomb sur l'album de 1988 It Takes a Nation of Millions to Hold Us Back ; Nas dans The World is Yours de son album de 1994, Illmatic ; et par de nombreux morceaux de house music basés sur des samples de Todd Terry. La chanson figure plus tard dans la bande originale du jeu vidéo Grand Theft Auto IV, sur la station de radio hip-hop old-school The Classics 104.1. Plus tard, en 2020, elle apparaît dans la station de radio en jeu de Grand Theft Auto V connue sous le nom de KULT 99.1 FM après la mise à jour Cayo Perico Heist.
It's Yours est également utilisé par les Beastie Boys sur leur chanson Paul Revere sur l'album de 1986, Licensed to Ill, lui aussi produit par Rick Rubin et sorti sur Def Jam. Dans l'émission Sway In The Morning de Sirius XM, Ad-Rock des Beastie Boys souligne qu'on peut entendre sa voix dans les chœurs de It's Yours.
Dans le morceau It's Yourz de son album Wu-Tang Forever en 1997, le Wu-Tang Clan ne sample pas Keaton, mais le refrain de cette chanson l'imite clairement. Le MC Mystikal fait une reprise d'It's Yours sur son album de 1997 Unpredictable. La chanson sample la batterie originale et a une accroche similaire, mais avec une touche sudiste, car elle s'intitule It Yearns.
Fort du succès d'It's Yours, Keaton est signé par Fresh/Sleeping Bag Records et sort deux albums : Lyrical King (From the Boogie Down Bronx en 1987, et On a Warpath en 1989. Le premier est produit par Keaton et DJ Louie Lou (le DJ original de T La Rock). Le Jamaïcain Kurtis Mantronik produit également deux chansons sur cet album (Back to Burn et Base Machine), tandis que DJ Hollywood & T La Rock produisent l'album suivant.
En 2022, T La Rock est en négociation avec Hulu/Disney pour produire un biopic basé sur son histoire.

### Blessure et convalescence
En 1994, Keaton subit une lésion cérébrale traumatique en interrompant une bagarre devant l'immeuble où vit son frère dans le Bronx. D'abord pris en charge au Jacobi Medical Center du Bronx, il est ensuite soigné à l'hôpital universitaire de Staten Island en avril 1995, puis, d'octobre 1995 à novembre 1996, il séjourne au Haym Salomon Home for Nursing and Rehabilitation du quartier de Bensonhurst, à Brooklyn, où il se remet d'une perte de mémoire et de motricité.
En 2021, Keaton travaille sur un projet de film autobiographique, écrit par Virgil Williams. Il commence également l'enregistrement de nouvelles musiques. Keaton est aussi de retour sur scène, interprétant tous ses succès, aux États-Unis ainsi qu'à l'étranger. Il se produit notamment au Brésil en août 2008.

## Discographie

### Albums
| Lyrical King (From the Boogie Down Bronx) - Année : 1987 - Meilleure position : no 64 dans le Top R&B/Hip-Hop Albums - Singles: Tudy Fruity Judy, It's Time to Chill, Back to Burn, Big Beat in London (uniquement au Royaume-Uni) |
| On a Warpath - Année : 1989 - Singles: Runaway, I'm Gettin Mine, Keep That Groove |
| The Lost Tapes - Année : 2000 |